# Château de Somló
 (mai 2025).
Si vous disposez d'ouvrages ou d'articles de référence ou si vous connaissez des sites web de qualité traitant du thème abordé ici, merci de compléter l'article en donnant les références utiles à sa vérifiabilité et en les liant à la section « Notes et références ».
Le château de Somló (en allemand : Schomlau) est un ancien château du comitat de Veszprém, dans l'ouest de la Hongrie. Leurs restes se trouvent sur le mont Somló, un volcan éteint de 431 mètres de haut, situé à 15 kilomètres à l'ouest d'Ajka.

## Histoire
La construction du château a probablement commencé à la fin du XIIIe siècle ou au début du XIVe siècle. Il a été mentionné pour la première fois dans des sources écrites en 1352. En 1479, le roi Matthias a remis le château à son légendaire chef militaire Pál Kinizsi. Il l'avait déjà mis en gage en 1490. En 1494, le château revint à Tamás Bakócz qui l'a agrandi.
Pendant la guerre d'indépendance de Rákóczi en 1707, le château fut confisqué. Plus tard, il tomba en ruine et des matériaux furent retirés pour construire le château en contrebas du mont Somló.